# Fuengirola

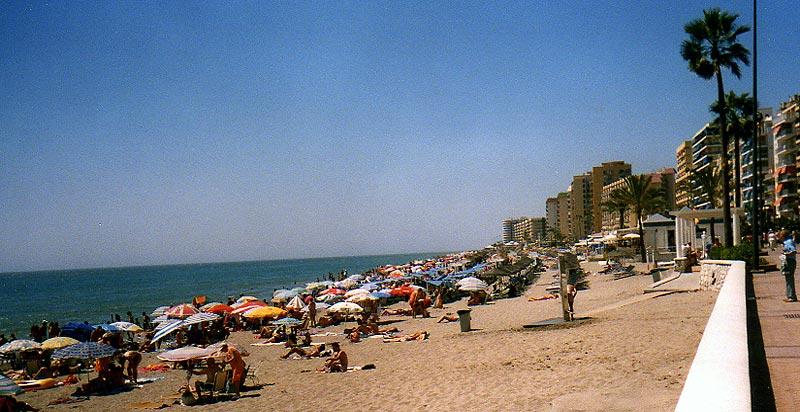
Strand in Fuengirola

Fuengirola is een badplaats aan de Costa del Sol in de provincie Málaga in Zuid-Spanje.
Er is zo'n 8 km zandstrand met namen zoals Los Boliches, Gaviotas en Torreblanca en de lange boulevard, de Paseo Maritimo.
Op dinsdagmorgen is er markt (El Mercadillo) op het Recinto Ferial (Feria terrein), de grootste buitenmarkt aan de kust.

## Randgemeenten
- Fuengirola Centrum
- Los Boliches (Santa Fé de los Boliches)
- Torreblanca
- Carvajal
- El Boquetillo
- Los Pacos

## Demografische ontwikkeling
Bron: INE; 1857-2011: volkstellingen

## Bezienswaardigheden
- Castillo Sohail (Arabisch kasteel)
- Haven
- Plaza de Toros (Stierenring)
- Zoologico de Fuengirola (Dierentuin)
- Museum met als inhoud: Oude romeinse bezienswaardigheden, geschiedenis van de stad, enz.
- Romeinse finca ruïne
- Een romeinse zuil die je kunt bezichtigen op de Paseo Maritimo.

## Evenementen/feesten
- Semana Santa: de goede week.
- Feria de los pueblos: Dit feest vindt plaats op het kermisplein. Op dit feest zijn er zo'n 30 eethuisjes, in elk huisje vestigt zich een land en die presenteren dan hun tradities op het gebied van dans, folklore en gastronomie.
- La Noche de San Juan, de nacht van 23 op 24 juni: Dan wordt er gefeest op het strand samen met muziek, vuur en barbecue.
- Feest van Heilige Maagd Maria van de berg Karmel: 16 juli.

## Geboren
- Jesús Gámez (10 april 1985), Spaans voetballer

## Sport
In de jaren '80 begonnen bestuurders van de stad samen met particuliere investeerders een project om een stratencircuit te creëren om een Formule 1 Grand Prix te organiseren. Deze Grand Prix van Spanje stond op de kalender voor 21 oktober 1984. Uiteindelijk werd de race niet verreden vanwege begrotingsproblemen.